# Glypta viktorovi
Glypta viktorovi är en stekelart som beskrevs av Kuslitzky 1974. Glypta viktorovi ingår i släktet Glypta och familjen brokparasitsteklar. Inga underarter finns listade i Catalogue of Life.